# المزة
المِزَّة إحدى مناطق مدينة دمشق في سوريا.
تقع في الجهة الغربية الجنوبية للمدينة على سفح جبل المزة بامتداد نحو الغرب. وقد كانت في السابق قرية من قرى غوطة دمشق الغربية. بدأت تكتسب أهمية وشُهرة عندما قامت فرنسا ببناء مطار المزة العسكري، والذي كان المطار الرئيسي في دمشق حتى افتتاح مطار دمشق الدولي. كما ضمت سجن المزة سيئ السمعة حتى عام 2000. وتضم البلدية جامعة دمشق، وتحتوي على العديد من السفارات الأجنبية. يقع القصر الرئاسي الحالي على قِمة جبل المزة ويطل على دمشق بأكملها. تُعد المزة من أحدث مناطق دمشق وأكثرها تكلفة، وخاصة المناطق الواقعة على طول الطريق السريع.

## أصل التسمية
أما اسم المزة فهو يوناني في أصله ومعناه (الرابية) وبالفعل فسطح المزة مرتفع عن سوية سطح دمشق القديمة وهذا ما يلاحظه القادم من ساحة الأمويين باتجاه أوتوستراد المزة. ويقال أنها سميت بالمزة نسبة إلى طعم الصبار الحلو (التين الشوكي) الذي اشتهرت به حواكير بساتينها (الواقعة خلف حي الفيلات الشرقية)، ويقال أن المارة كانوا يأكلون الصبارة ويقولون مزة يعني طيبة.
والسبب الأخير يُرجع تسمية المزة إلى الآرامية من «مزونا» ويعني الغلال والمؤونة».

## جغرافية المزة
تمتد «المِزَّة» على مساحة 7750 هكتاراً، تبدأ من «ساحة الأمويين» شرقاً وحتى منطقة السومرية غرباً ومن «جبل المِزَّة» شمالاً إلى منطقة كفرسوسة جنوباً، ويعتقد أن تعداد سكانها يصل إلى 90 ألف نسمة»

## المزة في التاريخ
لها من قصص وروايات التاريخ الكثير، فمن قصص الأنبياء إلى الملوك والقادة إلى رجال الدين والصحابة. سكن فيها الصحابي دحية الكلبي والصحابي أسامة بن زيد. وهي قرية الحافظ المزي تلميذ الدمياطي والقسطلاني ومؤلف تهذيب الكمال. قال عنها ابن بطوطة: <<وهي من أعظم قرى دمشق. بها جامع كبير عجيب، وسقاية معينة>> وقال عنها ابن جبير: <<قرية كبيرة، هي من أحسن القرى>>.

امرأة ترتدي الزي المزاوي التقليدي

كما خرج منها بعض الثوّار الذين شاركوا في الثورة السورية الكبرى ضد الاحتلال الفرنسي أمثال: «ديب علي بكري» المشهور بالحجار، و«محمد عيد الظطي» و«إبراهيم الصالحاني».
كانت المزة قرية قديمة تعود إلى العهد الروماني وعثر فيها على قطعة من عمود من الحجر الكلسي الديراني رقم عليها عشرة أسطر بأحرف يونانية ذكر فيها <<إلى نباهة إليوس ستانونوس بأن يضع حجرا يحدد به أرض قرية المزة>>، وبعد الفتح الإسلامي لدمشق سكنت قرية المزة قبائل يمانية من بني كلب فسميت (مزة كلب).
ازدادت أهميتها في العصر الحديث عندما أقام بها الفرنسيون مطار المزة العسكري الذي كان سابقاً مطار دمشق الرئيس قبل إنشاء مطار دمشق الدولي في الجهة الجنوبية الشرقية من دمشق. كما أقاموا فيها سجن المزة سيئ السمعة الذي أغلق لاحقاً، ثم ازداد بها العمران بعد الاستقلال لتتصل بمدينة دمشق وتصبح إحدى ضواحي دمشق الحديثة.
وخلال فترة الوحدة بين سوريا ومصر تم إنشاء أول مشروع سكني في المِزَّة (مشروع مساكن الوحدة الشعبية) في حي الجلاء، وازدادت حركة البناء في أحياء المِزَّة خلال فترة الستينيات، حيث تم بناء حي المِزَّة جبل وحي الفيلات الشرقية بإشراف مؤسسة الإسكان، كما تم إنشاء «أوتوستراد المِزَّة» في أوائل السبعينيات.
وفي ثمانينيات القرن العشرين تم بناء القصر الرئاسي (قصر الشعب) على قمة جبل المزة. وفيها الكثير من الوزارات والمباني الإدارية ومجمع للمحاكم (قصر العدل) وعدد من المقرات الرسمية للبعثات الدولية. وفيها ضروح كثيرة لصحابة الرسول وأولياء الله.

### أهم الكتب عن المزة:
- كتاب تاريخ المزة وآثارها وفيه المعزة فيما قيل في المزة للمؤرخ شمس الدين محمد بن طولون وقد حقق هذا الكتاب محمد عمر حمادة وصدر عن دار قتيبة عام 1983.

في عام 2012، خلال الحرب الأهلية السورية، شارك السكان في الاحتجاجات المناهضة للحكومة، مما أدى إلى اعتقالات. في مارس/آذار 2012، شهدت المنطقة قتالاً عنيفاً بين المليشيات  النصيرية والشيعية والثوار.  بسبب اجرام  النصيري العلوي.

## المزة الحديثة
تعد المزة الآن من أحدث مناطق دمشق وأكثرها رقياً وتطوراً، وتحوي العديد من المباني الحديثة والأبراج السكنية العالية والشوارع الفسيحة والجسور والأنفاق، والعديد من المراكز التجارية الحديثة والأسواق الشعبية والمدن الرياضية كمدينة الجلاء ومدينة الشباب وعدد من كليات جامعة دمشق أهمها كلية الآداب والعلوم الإنسانية وكلية الطب البشري وكلية طب الأسنان، بالإضافة لعدد من المعاهد والمراكز الثقافية وجامعات ومعاهد خاصة أخرى، كما أن بها العديد من السفارات ومساكن الدبلوماسيين ومقرات البعثات الدبلوماسية والمنظمات الدولية، وتعد المزة مدخل مدينة دمشق من الجهة الجنوبية الغربية للقادم من مناطق محافظة ريف دمشق ومحافظة القنيطرة أو الحدود اللبنانية.
وتمتاز منطقة المزة بتنوع الأديان فيها والمذاهب وتشمل الكثير من أطياف المجتمع السوري ومن جميع المحافظات، كما يوجد فيها تجمع للاجئين الفلسطينيين وتسمى تلك المنطقة حوش سبيس وفيها ما يقارب ال1500 نسمة، ومؤخراً بات عدد لا بأس به من السوريون يعيشون ضمن منطقة حوش سبيس الذي على مقربة من جامع الزهراء الذي بُني في السبعينيات من القرن الماضي وتشتهر المزة بأنها منطقة حيوية اقتصادياً حيث فيها يوجد أسواق تجارية شعبية ومن ذات الدخل المحدود والدخل العالي.

### أحياء المزة
تنقسم المزة إلى عدة أحياء:
- المزة القديمة (الشيخ سعد)
- مزة جبل
- الربوة
- الجلاء
- مزة فيلات غربية
- مزة فيلات شرقية
- بساتين المزة (خلف مشفى الرازي)

مبنى الجامعة السورية الخاصة

- مزة 86، حيث سميت هكذا على اسم الكتيبة رقم 86 التي اتخذت مقراً لها في نفس المنطقة.

والمزة 86 تقسم إلى: مزة 86 مدرسة، ومزة 86 خزان، وهي تسميات محلية وأغلب قاطنيها من خارج محافظة دمشق من الساحل وإدلب وحلب وتعد منطقة شعبية بامتياز هاجر إليها الكثير حتى من العائلات الدمشقية المعروفة نظراً لغلاء أسعار العقارات في مركز مدينة دمشق وشهدت ثورة عمرانية عشوائية لم تقدر الدولة على وقفها على الرغم من وجود حاجز جاثم عند مدخل ال 86 مكون من الجيش والشرطة لمنع إدخال مواد البناء.

### شوارع رئيسية
- شارع الشهيد فايز منصور - المتعارف على تسميته شعبيا ب (أوتوستراد المزة)، والذي يقطع المزة أفقياً من الشرق إلى الغرب بطول يمتد حوالي الأربع كيلومترات بدءا من ساحة الأمويين انتهاء بمدخل دمشق الغربي وبداية طريق دمشق - بيروت الدولي.

اوتوستراد المزة

- شارع الوليد بن عبد الملك، الممتد من ساحة المواساة (شرقاً) إلى مبنى الشركة السورية للاتصالات (غرباً) حيث يصب في أوتوستراد المزة.
- شارع عمر الخيام، المتفرع من شارع الوليد بن عبد الملك وينتهي بدوار جامع الهدى ويشكل الحد الفاصل بين حيي الجلاء والمزة جبل.
- شارع الفارابي، الذي يخترق حي الفيلات الشرقية حيث ينتشر على امتداده عدد كبير من مقار أفراد البعثات الديبلوماسية.

### إدارات حكومية
- وزارة الإعلام
- وزارة التعليم العالي
- قصر العدل
- القضاء العسكري
- الشركة السورية للاتصالات
- المؤسسة العامة للإسكان
- كلية الطب
- كلية طب الأسنان
- كلية الآداب
- السكن الجامعي (مدينة باسل الأسد الجامعية)
- المديرية العامة للجمارك
- الهيئة العامة للإذاعة والتلفزيون
- رئاسة مجلس الوزراء

### مشافي ومراكز صحية
- مستشفى الرازي
- مستشفى الأسد الجامعي
- مستشفى الأسدي
- مستشفى يافا
- مستشفى المواساة (حكومي)
- مستشفى الأطفال (حكومي)
- مجمع الهلال الأحمر العربي السوري (الأكرم)
- مركز أبي ذر الغفاري الصحي

### دور عبادة

مئذنة جامع عمر بن عبد العزيز

- جامع المزة الكبير (المهايني): هو أحد أقدم المساجد في حي المزة في دمشق يعود بنائه إلى أكثر من سبعين عامًا، ويقع المسجد في بداية حي المزة بعد حوالي 200 متر من دوار المواساة في منطقة سوق تدعى محلياً «الشيخ سعد»، وأعيد بناؤه في عام 2003.
- جامع الأكرم
- جامع الزهراء
- جامع الشافعي
- الجامع المحمدي
- جامع عمر بن عبد العزيز
- جامع علي بن أبي طالب
- جامع الهدى
- جامع الكوثر
- جامع المصطفى
- جامع الفتح
- جامع الإخلاص
- جامع الفاروق
- جامع الكفرسوسي
- جامع الربوة
- جامع السيد الرئيس
- جامع زقاق الصخر
- جامع كيوان
- جامع الرحمن
- جامع دحية الكلبي (الزاوية سابقاً)
- جامع أسامة بن زيد
- كنيسة القديس نيقولاوس (روم أرثوذكس)

### حدائق

حديقة الوحدة

- حديقة الوحدة
- حديقة الجلاء
- حديقة ابن رشد
- حديقة دوار الشرقية

### منشآت ومراكز رياضية
- ملعب الجلاء
- مدينة الشباب

## وصلات خارجية
1. موقع مدونة وطن - أماكن من دمشق
2. موقع بطريركية أنطاكية وسائر المشرق للروم الأرثوذكس - كنائس دمشق
3. موقع نيل وفرات - كتاب تاريخ المزة